# Изумрудено манго
Изумруденото манго (Anthracothorax viridis) е вид птица от семейство Колиброви (Trochilidae).

## Разпространение
Видът е разпространен в Пуерто Рико.